# Sjunik Kapan
Sjunik Kapan (orm. «Սյունիք» ֆուտբոլային ակումբի, Sjunik futbolajin akumb) – ormiański klub piłkarski z siedzibą w mieście Kapan, w południowo-wschodniej części kraju, grający od sezonu 2025/26 w Barcragujn chumb.

## Historia
Chronologia nazw:
- 2022: Gandzasar Kapan (orm. «Գանձասար» Կապան)
- 2022: Sjunik Kapan (orm. «Սյունիք» Կապան)

Klub Piłkarski Gandzasar został założony 1 lipca 2022 roku w Kapanie (nie mylić z Gandzasar Kapan FC). Przed rozpoczęciem sezonu 2022/23 w Armeńskiej Pierwszej Lidze zmienił nazwę na Sjunik i zajął końcowe dziewiąte miejsce. W kolejnych dwóch sezonach plasował się na drugiej lokacie w lidze. W 2025 mistrzem ligi została druga drużyna BKMA Erywań i klub otrzymał promocję do Armeńskiej Premier League.

## Barwy klubowe, strój, herb, hymn
|  |  |

Klub ma barwy granatowo-białe. Piłkarze domowe spotkania zazwyczaj grają w granatowych koszulkach, granatowych spodenkach oraz granatowych getrach.

## Sukcesy

### Trofea międzynarodowe
Do chwili obecnej klub jeszcze nigdy nie zakwalifikował się do rozgrywek europejskich.

### Trofea krajowe
| \| \| Zdobyte trofea w rozgrywkach Armenii (stan na: 31-05-2025) \| |                                                            |      |                  |
| Rozgrywki                                                           | Osiągnięcie                                                | Razy | Sezon(y)         |
| Mistrzostwo                                                         | I miejsce                                                  | 0    |                  |
| Mistrzostwo                                                         | II miejsce                                                 | 0    |                  |
| Mistrzostwo                                                         | III miejsce                                                | 0    |                  |
| Puchar                                                              | zdobywca                                                   | 0    |                  |
| Puchar                                                              | finalista                                                  | 0    |                  |
| Puchar                                                              | 1/8 finału                                                 | 2    | 2023/24, 2024/25 |
| II liga                                                             | I miejsce                                                  | 0    |                  |
| II liga                                                             | II miejsce                                                 | 2    | 2023/24, 2024/25 |
| II liga                                                             | III miejsce                                                | 0    |                  |
| Armenia                                                             | Zdobyte trofea w rozgrywkach Armenii (stan na: 31-05-2025) |      |                  |

## Poszczególne sezony

### Rozgrywki międzynarodowe

#### Europejskie puchary
Nie uczestniczył w rozgrywkach europejskich.

### Rozgrywki krajowe
| \| Armenia \| Bilans występów klubu w rozgrywkach piłkarskich Armenii (Stan na 31 maja 2025 r.) \| \| |                                                                                   |        |       |   |   |   |    |    |     |           |        |        |      |
| Poziom                                                                                                | Rozgrywki                                                                         | Sezony | Mecze | Z | R | P | B+ | B– | Pkt | Lata      | Awanse | Spadki | Naj. |
| I | Barcragujn chumb                                                                  | 0      |       |   |   |   |    |    |     | od 2025   | 0      | 0      | ?    |
| II | Araczin chumb                                                                     | 3      |       |   |   |   |    |    |     | 2022–2025 | 1      | 0      | 2    |
| | Puchar Armenii                                                                    | 3      |       |   |   |   |    |    |     |           | 0      | 0      | 1/8  |
| Armenia                                                                                               | Bilans występów klubu w rozgrywkach piłkarskich Armenii (Stan na 31 maja 2025 r.) |        |       |   |   |   |    |    |     |           |        |        |      |

## Piłkarze, trenerzy, prezydenci i właściciele klubu

### Piłkarze

#### Aktualny skład zespołu
Stan na 1 lipca 2025.
| Nr | Poz. | Piłkarz                   |
| -- | ---- | ------------------------- |
| 1  | BR   | Howhannes Sukiasian       |
| 2  | OB   | Hajk Howhannisian         |
| 3  | OB   | Hamlet Asojan             |
| 4  | OB   | Spartak Geworgian         |
| 5  | PO   | Gagik Geworgian           |
| 6  | PO   | Erik Wardanian            |
| 7  | PO   | Jura Arakelian            |
| 8  | PO   | Petros Afajanian          |
| 9  | NA   | Hamlet Minasian           |
| 10 | PO   | Suren Arakelian           |
| 11 | NA   | Edgar Grigorian           |
| 12 | BR   | Sewak Aslanian            |
| 13 | NA   | Alen Karapetian (kapitan) |

| Nr | Poz. | Piłkarz               |
| -- | ---- | --------------------- |
| 14 | OB   | Pogos Krmzian         |
| 15 | NA   | Adama Diallo          |
| 17 | NA   | Artem Harutiunian     |
| 19 | PO   | Patwakan Awetisian    |
| 20 | OB   | Percz Pogikian        |
| 21 | PO   | Ramin Alii            |
| 30 | BR   | Siergiej Riezniczenko |
| 47 | PO   | Wasil Arszakian       |
| 77 | PO   | Ruben Tigran Jesajan  |
| 80 | PO   | Edgar Aslanian        |
| 95 | BR   | Arman Simonian        |
| 99 | OB   | Arman Mkrtczian       |

### Trenerzy
- Aram Woskanian (od 2022)

## Struktura klubu

### Stadion
Drużyna rozgrywa swoje mecze domowe w Kapanie na stadionie Gandzasar, który może pomieścić 3500 widzów. 

## Kibice i rywalizacja z innymi klubami

### Derby
- Gandzasar Kapan